# Николай (Орлов, Никанор Викторович)
Архимандрит Николай (миру Никанор Викторович Орлов; 1874, Новгородская губерния — 18 мая 1907, Пенза) — архимандрит Русской православной церкви. Богослов, ректор Пензенской духовной семинарии.

## Биография
Сын дьякона Сосницкой церкви Демянского уезда Новгородской епархии.
Первоначальное образование получил в старорусском духовном училище, из которого в 1887 году поступил в Новгородскую духовную семинарию.
В 1893 году окончил Новгородскую духовную семинарию, в 1897 году — Московскую духовную академию.
С 20 сентября 1897 года — помощник инспектора Новгородской духовной семинарии, с 12 января 1899 года — инспектор.
14 октября 1897 года в новгородском Антониевом монастыре был пострижен в монашество.
В статье «Пострижение в монашество» в «Новгородских епархиальных ведомостях» за 1898 (№ 1) было написано, что «вся ученическая жизнь Никанора Викторовича протекала в стенах святых обителей, что не могло, конечно, не повлиять на него при избрании себе жизненного пути по выходе из учебных заведений. Не мало значение в жизни Никанора Викторовича имело также и то доброе религиозное настроение, которое господствовало в семье его покойного отца, скромного сельского диакона, и которое заложило в нем первые и самые глубокие религиозные наклонности. На пострижение Никанора Викторовича нарочно прибыл его родной старший брат, священник села Перетенки крестецкого уезда о. Алексей Орлов, который принял участие в служении с о. ректором божественной литургии и в совершении пострижения».
С 22 декабря 1903 года — ректор Минской духовной семинарии и архимандрит грозовского Богословского монастыря Минской епархии.
С 29 января 1904 по 31 марта 1905 года — председатель совета Минского православного Кирилло-Мефодиевского братства.
С 31 марта 1905 по 16 октября 1906 — ректор Костромской духовной семинарии и архимандрит Богородицкого Игрицкого монастыря.
С 15 мая 1905 по 1 октября 1906 года — редактор «Костромских епархиальных ведомостей».
С 5 марта 1906 года — действительный член Костромской губернской учёной архивной комиссии.
С 26 декабря 1906 года — ректор Пензенской духовной семинарии и архимандрит нижнеломовского Казанского монастыря Пензенской епархии.
18 мая 1907 года был убит семинаристом-революционером. В одной из тогдашних газет, в статье, озаглавленной «Революция в церковной ограде», был опубликован следующий отклик на происходящие события: «Революция уже прокралась за церковную ограду и свирепо командует в духовных семинариях <…> На протяжении месяца пали жертвой семинаристской революционной банды два лучших представителя семинарского начальства. В Тамбове искалечен на веки Ректор семинарии архимандрит Симеон, а в Пензе <…> тремя выстрелами из револьвера убит наповал Ректор семинарии архимандрит Николай…».
Похоронен в пензенском Спасо-Преображенском монастыре.

## Сочинения
- Явление Господа ученикам в день вознесения // Костромские епархиальные ведомости. — 1905. — № 11. — Ч. н. — С. 317—321;
- Речь о. ректора семинарии архим. Николая при отпевании Преосвященнейшего Виссариона // Там же. — № 12. — Ч. н. — С. 364—366;
- Речь о. ректора семинарии при отпевании Преосвященнейшего Вениамина // Там же. — № 13. — Ч. н. — С. 401—403;
- Почему Господь явился особо двум ученикам, шедшим в Еммаус, Луке и Клеопе? // Там же. — С. 403—405; Явление Господа Петру // Там же. — № 14. — Ч. н. — С. 429—431;
- Апостол Петр как образец покаяния для пастырей // Там же.- С. 431—434;
- Тяжелое и несправедливое обвинение // Там же. — № 19. — Ч. н. — С. 579—581;
- Могут ли миряне или клирики «выражать порицание» Епископу? // Там же. — № 20. — Ч. н. — С. 599—602; * Страшное событие 19 октября // Там же. — № 21. — Ч. н. — С. 651—656;
- Нелепое обвинение // Там же. — С. 661—662;
- По поводу похорон воспитанника семинарии В. Хотеновского // Там же. — С. 666—668;
- По поводу похорон князя Трубецкого // Там же. — № 22. — Ч. н. — С. 689—698;
- Искушение Господа Иисуса Христа в пустыне от диавола // Там же. — 1906. — № 1. — Ч. н. — С. 8-12; № 2. — Ч. н. — С. 54-57; № 3. — Ч. н. — С. 99-105;
- Речь при погребении о. протоиерея Николая Бушневского // Там же. — 1906. — № 10. — Ч. н. — С. 417—419; Слово в день священного коронования Государя Императора // Там же. — № 11. — Ч. н. — С. 468—474.